# Triston Hodge
Triston Hodge (Arima, Trinidad y Tobago, 9 de octubre de 1994) es un futbolista trinitense. Juega de defensa y su equipo es el North Carolina FC de la USL Championship estadounidense. Es internacional absoluto por la selección de Trinidad y Tobago desde 2015.

## Trayectoria
Comenzó su carrera en el W Connection de su país, y rápidamente continuó su carrera en Norteamérica. 
En enero de 2021 fue adquirido por el Colorado Springs Switchbacks de la USL Championship.
Para la temporada 2023 fichó por el Hartford Athletic.

## Selección nacional
Debutó con la selección de Trinidad y Tobago el 19 de marzo de 2016 ante Granada.

### Participaciones en Copa Oro de la Concacaf
| Copa                            | Sede           | Resultado      |
| ------------------------------- | -------------- | -------------- |
| Copa de Oro de la Concacaf 2021 | Estados Unidos | Fase de grupos |

## Clubes
| Club                         | País              | Año           |
| ---------------------------- | ----------------- | ------------- |
| W Connection                 | Trinidad y Tobago | 2015-2021     |
| Toronto FC II (Cedido)       | Canadá            | 2016          |
| Memphis 901 (Cedido)         | Estados Unidos    | 2019-2020     |
| Colorado Springs Switchbacks | Estados Unidos    | 2021-2022     |
| Hartford Athletic            | Estados Unidos    | 2023-2024     |
| North Carolina FC            | Estados Unidos    | 2025-presente |